# Vatevijver

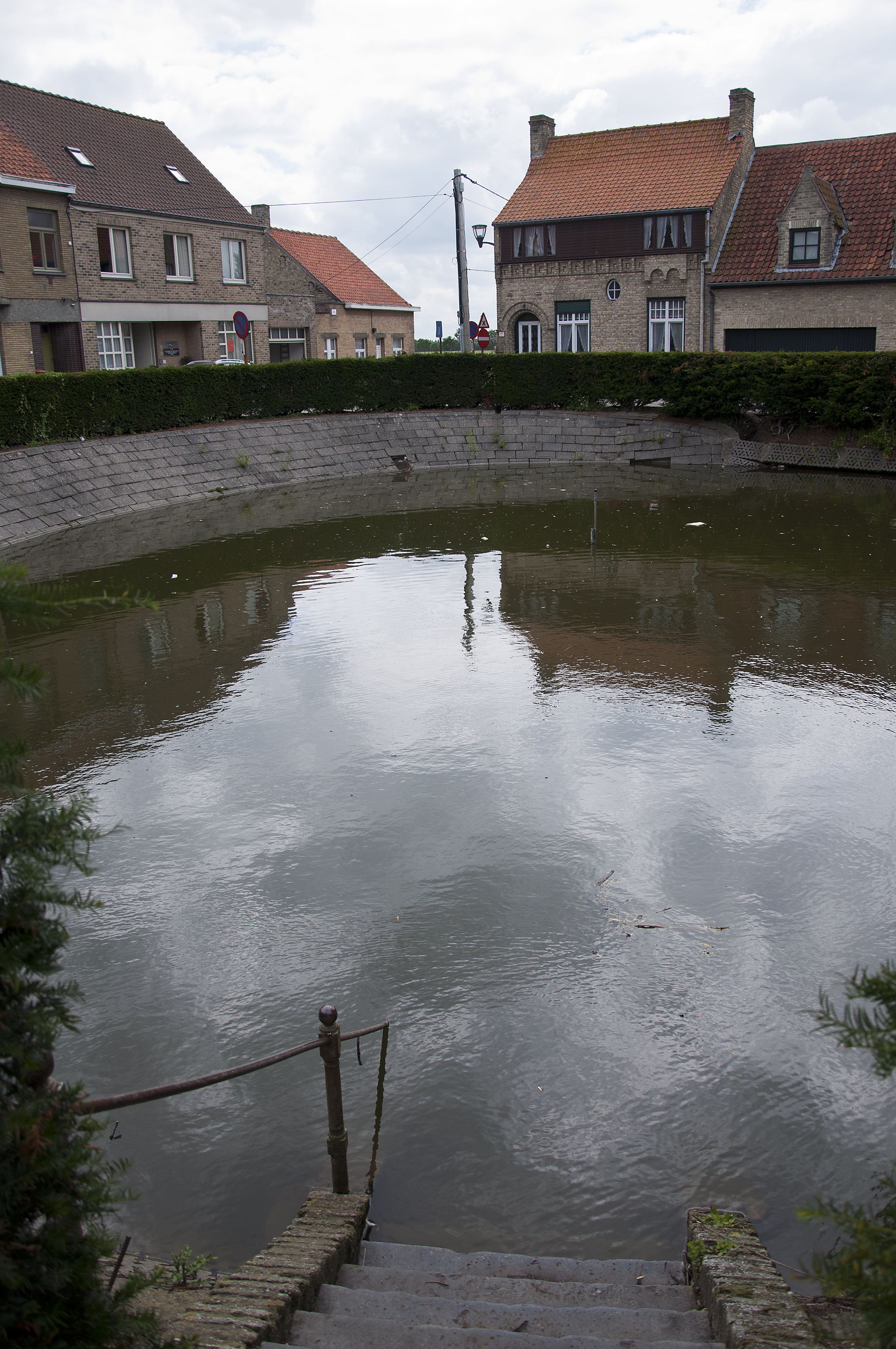
De Vatevijver te Lo

De Vatevijver is een vijver in het Belgische stadje Lo. De vijver ligt ten zuidwesten van het stadhuis en de markt.

## Geschiedenis
Een vate werd aangelegd om regenwater op te vangen, meestal in de onmiddellijke omgeving van de kerk. Dit was cruciaal bij de aanleg van een polderdorp, een omgeving waar veel brak, onbruikbaar water aanwezig is. De vate was tegelijkertijd een drinkwaterput, drenkplaats, watervoorraad om te wassen en bluswatervoorraad. De Vatevijver werd voor het eerst vermeld in 1404.
Vrouwen zouden vroeger naar de Vatevijver trekken om de was te bleken. Het was er verboden om wol te wassen of zeepsop of andere vuiligheid er in te gieten. Het waren de keuren die instonden voor de reinheid van het vatewater.